# Tűz és düh. Trump a Fehér Házban
Tűz és düh. Trump a Fehér Házban (angolul: Fire and Fury: Inside the Trump White House) 2018. január 5-én megjelent könyv, írója Michael Wolff. A könyv megjelenése ellen Donald Trump nemtetszését fejezte ki, s be akarta volna tiltatni. Ezáltal a Tűz és harag: Trump Fehér Házának belsejében című könyv bestseller lett az Amerikai Egyesült Államokban. Több könyvvásárló összekeverte Michael Wolff könyvét Randall Hansen azonos című könyvével, ami Németország lebombázásáról szól.
Magyarul az Athenaeum Kiadó jelentette meg 2018-ban.

## Magyarul
- Tűz és düh. Trump a Fehér Házban; ford. Ács Eleonóra; Athenaeum, Bp., 2018